# Gigi Porceddu
Gigi Porceddu (* 1963 in Villasor) ist ein sardischer Künstler. Er arbeitet als Bildhauer.

## Leben
Gigi Porceddu wuchs in Villasor in der Provinz Cagliari, Sardinien in einer ländlichen Großfamilie auf. Nach Abschluss der Schule absolvierte er keine Steinmetzlehre oder Kunstschule. Porceddu eignete sich seine Fähigkeiten in harter Arbeit im Selbststudium an.   

## Kunstschaffen

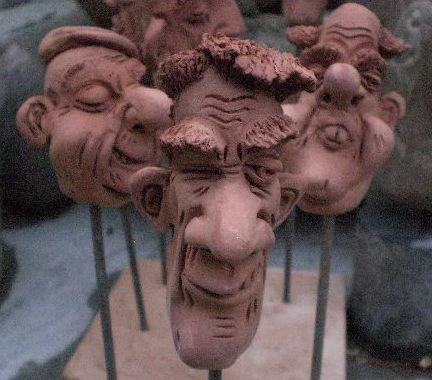
Gigi Porceddu – Lintu e Pintu

Schon als Schulkind fing Porceddu an, mit seinem Taschenmesser oder einem Schraubenzieher Figuren aus seiner ländlichen Umgebung zu schnitzen. Bis heute arbeitet er mit einfachen Werkzeugen. Sein bisheriges Hauptwerk schuf er vor allem in sardischen grauen Gneis. Gneis ist einer der härtesten in der Natur vorkommenden Steine, die Porceddu in den ausgetrockneten Flussläufen der Umgebung findet. In seiner Ideenwelt lebt er stark aus der sardischen Tradition. Die wechselhafte Geschichte Sardiniens beeinflusst sein Schaffen. Von den Helden der Antike bis in die Neuzeit wählt er Motive, die er in der Seele der Steine erkennt. 
Seit einigen Jahren hat es sich Porceddu zur Aufgabe gemacht mit seinem Werk Lintu e Pintu (deutsch: „dieser und jener“) die Physionomie sardischer Gesichter als Karikaturen in Ton zu brennen. Dieses Projekt soll die Genetik der Sarden in Ton verewigen und als Spiegel der vergangenen zwei Jahrtausende auch die Verwandtschaften zu den benachbarten Völkern aufzeigen, durch die die Insel besetzt wurde.

## Ausstellungen (Auswahl)
- 2009: Rassegna internationale della satira politica, Rom
- 2008: Vetri di Murano, Venedig
- 2008: Romanische Kirchen und religiöse Skulpturen, Soleminis(CA)
- 2004: Lintu e Pintu, Kassel
- 2004: Centro Esposizione, Lugano
- 2003: Kunstmuseum, Berlin